# Histoire de jeunes femmes
Pour plus de détails, voir Fiche technique et Distribution.
Histoire de jeunes femmes (Young Wives' Tale) est un film britannique réalisé par Henry Cass et sorti en 1951.

## Synopsis
Au Royaume-Uni, à cause de la crise du logement de l’après-guerre, des couples et une célibataire sont contraints de partager une minuscule maison. S’ensuivent de drôles de situations entre certaines colocataires qui s’amourachent de messieurs mariés…  

## Fiche technique
- Titre : Histoire de jeunes femmes
- Titre original : Young Wives' Tale
- Réalisation : Henry Cass, assisté de Cliff Owen (non crédité)
- Scénario : Anne Burbnaby d’après la pièce de théâtre de Ronald Jeans, Young Wives' Tale, A Comedy (1950)
- Musique : Philip Green
- Directeur de la photographie : Erwin Hillier
- Décors : Terence Verity
- Costumes : Kathleen Moore
- Montage : Edward B. Jarvis
- Pays d'origine :  Royaume-Uni
- Langue de tournage : anglais
- Producteur : Victor Skutezky
- Société de production : Associated British Picture Corporation (Royaume-Uni)
- Société de distribution : Associated British-Pathé Limited
- Format : noir et blanc — 1.37:1 — Monophonique — 35 mm
- Genre : comédie
- Durée : 78 min
- Date de sortie : novembre 1951 au  Royaume-Uni

## Distribution
- Joan Greenwood : Sabina Pennant
- Nigel Patrick : Rodney Pennant
- Derek Farr : Bruce Banning
- Guy Middleton : Victor Manifold
- Athene Seyler : Nanny Gallop
- Helen Cherry : Mary Banning
- Audrey Hepburn : Eve Lester
- Fabia Drake : Nanny Blott
- Irene Handl : Nanny